# Eisenbahnunfall von Beaumont-Hamel
Bei dem Eisenbahnunfall von Beaumont-Hamel entgleiste am 25. Juni 1921 bei Beaumont-Hamel das Ende eines Zuges. 25 Menschen starben.

## Unfallhergang
Die letzten vier Wagen eines Schnellzugs der Compagnie des chemins de fer du Nord, der auf der Bahnstrecke Paris–Lille von Lille nach Paris unterwegs war, entgleisten, als er die Brücke über die Ancre befuhr. Ursache war ein Defekt am Gleis und ein am Schluss des Zuges laufender Gepäckwagen, der dort nicht hätte eingesetzt werden dürfen. Die entgleisten Wagen stürzten eine Böschung hinab. 25 Menschen starben, 60 wurden darüber hinaus verletzt.